# Alison Sweeney
Pour les articles homonymes, voir Sweeney.
Alison Ann Sweeney (née le 19 septembre 1976) est une actrice américaine de feuilleton télévisé. Elle est née à Los Angeles (Californie).

## Carrière
Alison Sweeney est plus connue pour son interprétation de Samantha « Sami » Gene Brady dans le feuilleton américain Des jours et des vies (Days of our Lives) ; pour ce rôle, elle a gagné quatre Soap Opera Digest Awards et un Fan Voted Daytime Emmy Award. Elle a commencé le tournage dans ce soap le 6 janvier 1993 mais n'apparaît à la télévision qu'à partir du 22 janvier 1993.
Elle a fait ses débuts à la télévision à l'âge de cinq ans dans une publicité pour Kodak.
Dans les années 1990, Alison Sweeney a lutté avec son poids : elle faisait une taille 12 US (taille 44 EU), ce qui ne la classait pas parmi les obèses selon les normes médicales, mais elle était tout de même bien plus grosse que ses collègues de télévision. Elle a parlé de tous les propos tenus par les tabloïds et de son angoisse personnelle dans ses mémoires de 2004, All The Days of My Life (So Far) (clin d'œil au titre du feuilleton que l'on pourrait traduire littéralement « Tous les Jours de Ma Vie (jusqu'ici) »).
En 2002, elle est apparue sur NBC dans un épisode de la célèbre émission de jeu de téléréalité Fear Factor (en) ; sa prestation était notable pour sa panique à être dans un cercueil avec de grands Platyhelminthes, cafards sifflants de Madagascar, et des serpents. Elle est apparue dans d'autres séries de NBC telles que Friends et Las Vegas.
En 2007, elle a rejoint le Téléthon de Jerry Lewis, le Jerry Lewis MDA Telethon, comme coprésentatrice pour l'émission en direct ; elle a exercé cette fonction à nouveau pour les Téléthons de 2008, qui est diffusé en direct de Las Vegas, et de 2009.
Elle présente The Biggest Loser depuis la quatrième saison, remplaçant Caroline Rhea.
Le 20 janvier 2014, après 21 ans passés dans le rôle de Samantha 'Sami' Brady dans Des jours et des vies, Alison annonce sur The Ellen DeGeneres Show son intention de quitter le soap pour se concentrer sur d'autres projets, notamment animatrice sur l'émission de télé-réalité The Biggest Loser et s'occuper de sa famille. Sa dernière apparition, tournée quelques mois plus tôt, se fait le 30 octobre 2014 sur les écrans américains.
Le 9 juillet 2014, on apprend qu'Alison se joint en tant que réalisatrice dans les coulisses du soap Hôpital central (General Hospital), elle commence un peu plus tard dans le même mois.
Le 26 avril 2015, lors de la 42e cérémonie annuelle des Daytime Emmy Awards où Alison Sweeney est nommée dans la catégorie "Meilleure Actrice" mais ne remporte pas le prix, elle annonce à cette occasion qu'elle sera de retour momentanément lors de la célébration du 50e anniversaire de Days of our Lives.
En 2017, Alison Sweeney reprend pour la plus grande joie de ses fans son rôle phare de Samantha 'Sami' Brady dans le soap Des jours et des vies.

## Vie privée
Elle s'est mariée à David Sanov, un policier affecté aux autoroutes en Californie (qui est par le passé apparu dans Days of our Lives dans le rôle d'un policier), le 8 juillet 2000. Le 25 février 2005, Alison a donné naissance à un fils, Benjamin Edward Sanov, à 10 h 30. Elle habite actuellement à Los Angeles avec son mari et son fils. En juin 2008, elle a annoncé qu'elle attend un deuxième enfant, une fille qui est née en janvier 2009.

## Feuilletons
- 2014, 2015, 2017 : Hôpital central (General Hospital) en tant que réalisatrice
- 1993-2015, depuis 2017 : Des jours et des vies (Days of our Lives) dans le rôle de Samantha 'Sami' Brady
- 2001 : Friends : Jessica Ashley (saison 7, épisode 18)
- 2007-2008 : Des jours et des vies dans rôle de Colleen Brady
- 1987 : Des jours et des vies dans le rôle d'Adrienne Johnson

## Filmographie

### Télésuite Petits Meurtres et Pâtisserie
Adaptation de romans de Joanne Fluke.
- 2015 : Petits Meurtres et Pâtisserie (en) : La Recette du crime (Murder, She Baked : A Chocolate Chip Cookie Mystery) (TV) : Hannah Swensen / Réal. Mark Jean
- 2015 : Petits Meurtres et Pâtisserie : Un mort sous Le sapin (Murder, She Baked : A Plum Pudding Murder Mystery) (TV) : Hannah Swensen / Réal. Kristoffer Tabori aka KT Donaldson'
- 2016 : Petits Meurtres et Pâtisserie : Mortelle Saint-Valentin (Murder, She Baked : A Peach Cobbler Mystery) (TV) : Hannah Swensen / Réal. Kristoffer Tabori aka KT Donaldson
- 2016 : Petits Meurtres et Pâtisserie : Une recette mortelle (Murder, She Baked : A Deadly Recipe) (TV) : Hannah Swensen / Réal. Kristoffer Tabori aka KT Donaldson'
- 2017 : Petits Meurtres et Pâtisserie : Un meurtre sous les projecteurs (Murder, She Baked : Just Desserts) (TV) : Hannah Swensen / Réal. Kristoffer Tabori aka KT Donaldson'

### Téléfilms
- 2013 : Cœurs de braise (Second Chances) (TV) : Jenny McLean
- 2015 : Radio Romance (Love on the Air) (TV) : Sonia Mayerick
- 2016 : Un amour irrésistible (The Irresistible Blueberry Farm) (TV) : Ellen Branford
- 2017 : Le chalet de Noël  (Christmas At Holly Lodge) (TV) : Sophie Bennett
- 2020 : Le fabuleux bal des neiges (Time for You to Come Home for Christmas (TV) : Katherine Moss
- 2020 : Deux stars pour Noël (Good Morning Christmas!) (TV) : Melissa Merry
- 2021 : Une carte d'amour pour Noël (Open by Christmas) (TV) : Nicky Beaton[1]
- 2022 : Coup de foudre dans un village de Noël (TV) : Summer